# دندارگان، استرالیای غربی
دندارگان (به انگلیسی: Dandaragan) یک منطقهٔ مسکونی در استرالیا است که در استرالیای غربی واقع شده‌است.